# Rui de Sá (ator)
Rui de Sá é um ator e dobrador português.

## Biografia
Estreou-se em 1983 no musical "Annie" no Teatro Maria Matos.
Seguiram-se várias participações em teatro e televisão.
Em 1999 protagoniza ao lado de Camilo de Oliveira, a série A Loja do Camilo na SIC.
Faz também direção de atores na televisão, dirige grupos amadores e dobragens de animação.
É irmão da também atriz Carla de Sá.

## Televisão
- 1987 - "Palavras Cruzadas"[3]
- 1988 - "Sétimo Direito"[3]
- 1988 - "Histórias da Nossa Terra"[3]
- 1988 - "Turbolento"[4]
- 1990 - "Por Um Fio"[3]
- 1990 - "Euronico"[3]
- 1993 - "O Leitinho do Nené"[3]
- 1994 - "Nico d'Obra[3]
- 1994 - Mighty Morphin Power Rangers
- 1995 - "Desencontros"[3]
- 1996 - "Primeiro Amor"[3]
- 1996 - "Vidas de Sal"[3]
- 1997 - "Era uma Vez"[3]
- 1997 - "Cuidado Com o Fantasma"[3]
- 1998 - "Bom Baião"[3]
- 1998 - "Camilo na Prisão[3]
- 1998 - "Os Lobos"[3]
- 1999 - "O Fura-Vidas[3]
- 1999 - "Um Sarilho Chamado Marina"[3]
- 1999 - "A Loja do Camilo"[3][5]
- 2000 - "Bora Lá Marina"[3]
- 2000 - "Esquadra de Polícia"[3]
- 2001 - "Patilhas e Ventoinha"[3]
- 2002 - "Camilo, o Pendura"[3][6]
- 2002 - "Bons Vizinhos[3]
- 2003 - "Ana e os Sete[3]
- 2003 - "O Teu Olhar"[3]
- 2004 - "Maré Alta[3]
- 2004 - "Inspector Max[3]
- 2004 - "Baía das Mulheres[3]
- 2005 - "Ninguém Como Tu"[3]
- 2005 - "Camilo em Sarilhos"[3]
- 2008 - "Rebelde Way[3]
- 2008 - "Flor do Mar[3]
- 2011 - "Portugal no Coração[3]
- 2013 - "Depois do Adeus[3]
- 2015 - "Jardins Proibidos"[3]
- 2019 - "Alguém Perdeu"
- 2023 - "Flor sem Tempo"

## Teatro (como Ator)
- 1983 - "Annie" - Teatro Maria Matos[2]
- 1988 - "Olha a Bolsa Ó Zé" - Teatro ABC[7]
- 1988 - "O Leitinho do Nené" - Teatro Villaret[8]
- 1990 - "Vitória! Vitória!…" - Teatro Maria Vitória[9]
- 1997 - "Ora Bolas, Pró Parque" - Teatro Maria Vitória[10][2]
- 2007 - "Hip Hop'Arque" - Teatro Maria Vitória[11][2]
- 2009 - "Isto Agora… ou Vai ou Marcha!" - Digressão[12][13]
- 2010 - "Três em Lua de Mel" - Digressão[2][14][15]
- 2017 - "Tempestade num Copo d'Água" - Digressão[16][17]
- 2020 - "E Tudo o Morto Levou" - Teatro Sá da Bandeira[18]